# Gare de Marioupol
La gare de Marioupol, (ukrainien : Маріуполь (станція)) est une gare ferroviaire ukrainienne située à Marioupol, dans l'oblast de Donetsk.

## Histoire
Avec le développement industriel de la fin du XIXe siècle il devenait indispensable d'avoir une ligne de chemien de fer ouvrant sur la mer. En 1882 la partie Olenivka-Marioupol était achevée et la gare sortait de terre, elle incluait une station de télégraphe.
Détruite lors de la seconde guerre mondiale, elle fut reconstruite en 1946 puis rénovée en 1970 et cette nouvelle gare comprenait des œuvres en hommage aux ouvriers et des panneaux de bois de Alexeï Bocharov.

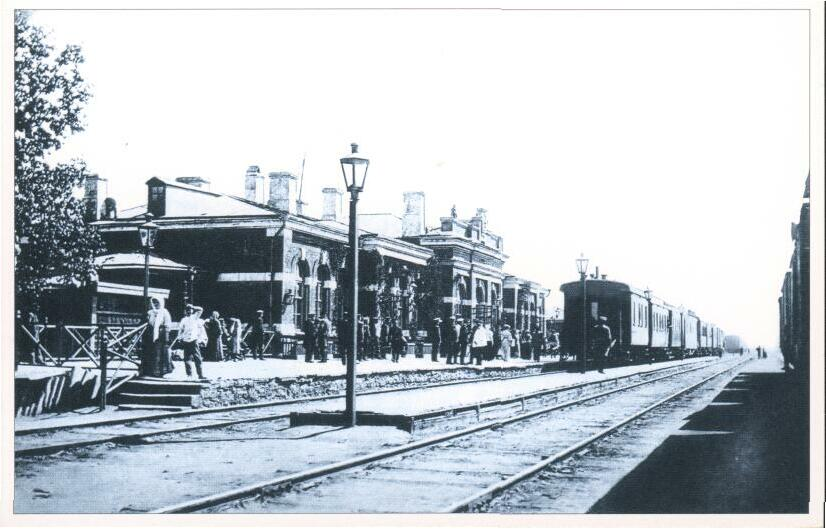
La gare fin XIXe
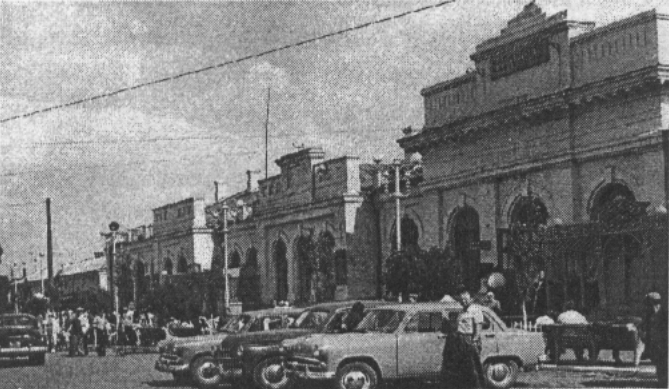
après guerre.

## Service des voyageurs

### Intermodalité
En 2014 les tronçons vers Volnovakha et DOnetsk furent suspendus.